# Peschetius
Peschetius es un género de coleópteros adéfagos de la familia Dytiscidae. 

## Especies
- Peschetius aethiopicus	Omer-Cooper 1964
- Peschetius andrewesi	Balf.-Br.
- Peschetius nigeriensis	Omer-Cooper 1970
- Peschetius nodieri
- Peschetius parvus	Omer-Cooper 1970
- Peschetius quadricostatus
- Peschetius sudanensis	Omer-Cooper 1970
- Peschetius toxophorus	Guign.
- Peschetius ultimus	Bistrom & Nilsson 2003